# Trichoscypha
Trichoscypha is een geslacht uit de pruikenboomfamilie (Anacardiaceae). De soorten uit het geslacht komen voor in tropisch Afrika.

## Soorten
- Trichoscypha acuminata Engl.
- Trichoscypha arborea (A.Chev.) A.Chev.
- Trichoscypha baldwinii Keay
- Trichoscypha barbata Breteler
- Trichoscypha bijuga Engl.
- Trichoscypha blydeniae Breteler
- Trichoscypha bracteata Breteler
- Trichoscypha cavalliensis Aubrév. & Pellegr.
- Trichoscypha debruijnii Breteler
- Trichoscypha eugong Engl. & Brehmer
- Trichoscypha hallei Breteler
- Trichoscypha imbricata Engl.
- Trichoscypha laxiflora Engl.
- Trichoscypha laxissima Breteler
- Trichoscypha liberica Engl.
- Trichoscypha linderi Breteler
- Trichoscypha longifolia (Hook.f.) Engl.
- Trichoscypha longipetala Baker f.
- Trichoscypha lucens Oliv.
- Trichoscypha mannii Hook.f.
- Trichoscypha nyangensis Pellegr.
- Trichoscypha oddonii De Wild.
- Trichoscypha oliveri Engl.
- Trichoscypha olodiana Breteler
- Trichoscypha parviflora Engl.
- Trichoscypha patens (Oliv.) Engl.
- Trichoscypha pauciflora Van der Veken
- Trichoscypha reygaertii De Wild.
- Trichoscypha rubicunda Lecomte
- Trichoscypha smeathmannii Keay
- Trichoscypha smythei Hutch. & Dalziel
- Trichoscypha ulugurensis Mildbr.
- Trichoscypha wilksii Breteler

... · 
Anacardium · 
Bouea · 
Buchanania · 
Cotinus · 
Mangifera · 
Pistacia (Pistache) · 
Protorhus · 
Rhus · 
Schinus · 
Sclerocarya · 
Sorindeia · 
Spondias · 
Toxicodendron · 
...